# Manuel Palaiologos (Despot)
Manuel Palaiologos (mittelgriechisch Μανουήλ Παλαιολόγος; * nach 1297; † September 1320 in Konstantinopel) war ein byzantinischer Prinz. 

## Leben
Manuel war der zweite Sohn des Mitkaisers Michael IX. Palaiologos und dessen Frau Maria Dukaina Palaiologina (Rita von Armenien), einer Tochter des armenischen Königs Leon III.; er war somit ein Enkel von Kaiser Andronikos II. Zu einem unbekannten Zeitpunkt wurde er noch im Kindesalter zum Despoten erhoben, dem zweithöchsten Rang in der byzantinischen Hofhierarchie nach dem Basileus. 
Im September 1320 wurde Manuel Palaiologos nachts in Konstantinopel von Gefolgsleuten seines älteren Bruders (und späteren Kaisers) Andronikos ermordet, die dessen Geliebte zu bewachen hatten und ihn irrtümlich für einen Nebenbuhler hielten. Der Dichter Manuel Philes verfasste auf ihn ein Grabgedicht. Die Trauer über den tragischen Verlust seines Sohnes führte dazu, dass Michael IX. wenig später, am 12. Oktober 1320, im Alter von nur 43 Jahren ebenfalls starb. Als Andronikos II. seinem Enkel Andronikos III. daraufhin die Thronfolge entziehen wollte, entfachte dieser einen achtjährigen Bürgerkrieg.